# De Snip (Nieuwe Niedorp)
De Snip is een schoolgebouw aan de Dorpsstraat 146 in Nieuwe Niedorp. Op 25 mei 2021 is de school ingeschreven in het monumentenregister van gemeente Hollands Kroon onder nummer 1202. Tot op heden is de gelijknamige basisschool De Snip in het pand ondergebracht.

## Schoolgebouw
Het schoolgebouw is ontworpen door architect Cornelis Dirk van Reijendam samen met zijn vader Johannes van Reijendam, de gemeentearchitect van Hoorn. De bouw werd op 8 augustus 1931 in de Prins Maurits te Nieuwe Niedorp door de architecten zelf, werkzaam in Alkmaar aanbesteed. De bouw startte in datzelfde jaar en werd in 1932 door aannemer Joseph Faus opgeleverd. Burgemeester Pieter Pluister kwam op 30 april 1932 de school openen. Zijn voorganger A. Visser, toen net overleden, had de school geïnitieerd als opvolger van een school uit 1858, die aan vervanging toe was. De nieuwe school was door haar opzet ruimer en ook meer licht bereikte via grote ramen de leerlingen en leraren. Er werd geconstateerd dat het een gebouw was van “grote architectonische waarde” mede door de monumentale brug die ervoor lag. Het is opgetrokken uit rode handvorm bakstenen met daarboven een kap belegd met rode Romaanse pannen. De plint is opgetrokken uit een paarsbruine baksteen. Speciale aandacht ging ook uit naar de toegang in een rondboog. Voor het ontwerp liet Van Reijendam zich inspireren door de piramidevormige stolpboerderij. Daarbij heeft hij gebruik gemaakt van elementen uit de traditionalistische stijl en de Amsterdamse School.

### Klokkentoren
In het klokkentorentje zit een luidklok die dient als schoolbel, welke is gegoten op de werkplaats van de gebroeders Hemony. In de letterrand van de klok staan de woorden SOLI. DEO. GLORIA. 1690. (Alleen aan God de eer) gegraveerd.

## Herkomst naamDe Snip
Toen het kleuter- en lager onderwijs in 1985 werden samengevoegd, kreeg het schoolgebouw officieel De Snip als naam. De Snip was een trekschuit die de veerdienst tussen Nieuwe Niedorp en Alkmaar onderhield. Deze beurtvaart vond haar oorsprong in de zeventiende eeuw. Op 25 september 1686 verleende de Staten van Holland en West-Friesland een octrooi aan Nieuwe Niedorp voor het opzetten van een veerdienst met een snipschuit naar de stad Alkmaar. De schuit voer op dinsdag, vrijdag en zaterdag. De afvaart vond ‘s zomers om 5 uur en ’s winters om 6 uur in de ochtend plaats. De schutsluis diende als vertrekpunt. De zeventiende-eeuwse klok in het torentje van de school luidde destijds vlak voor de afvaart van de trekschuit.

## Onderwijzerswoning
De bijbehorende Onderwijzerswoning staat rechts van de school en is gebouwd in 1934.

## Galerij

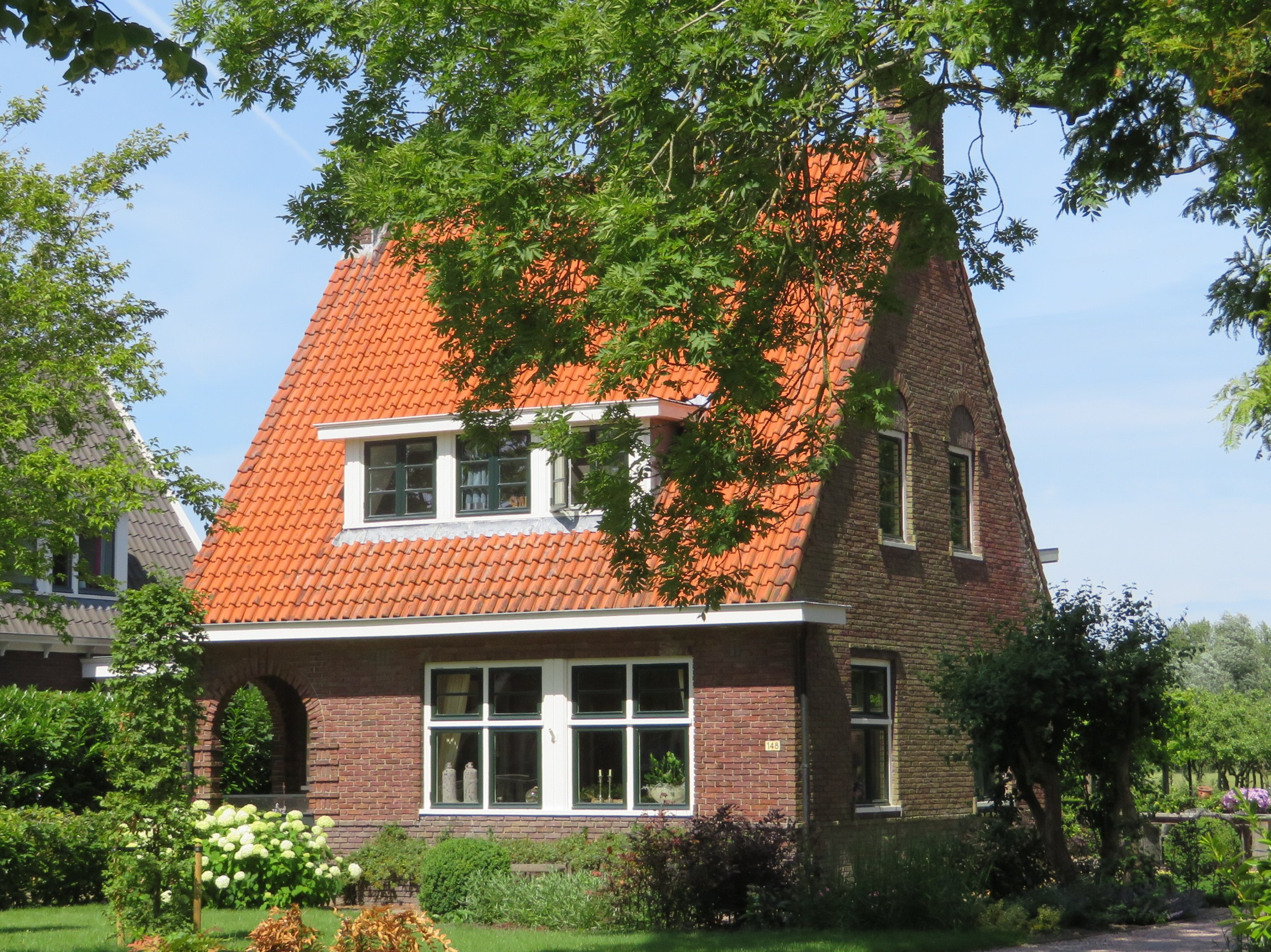
De bijbehorende onderwijzerswoning uit 1934.
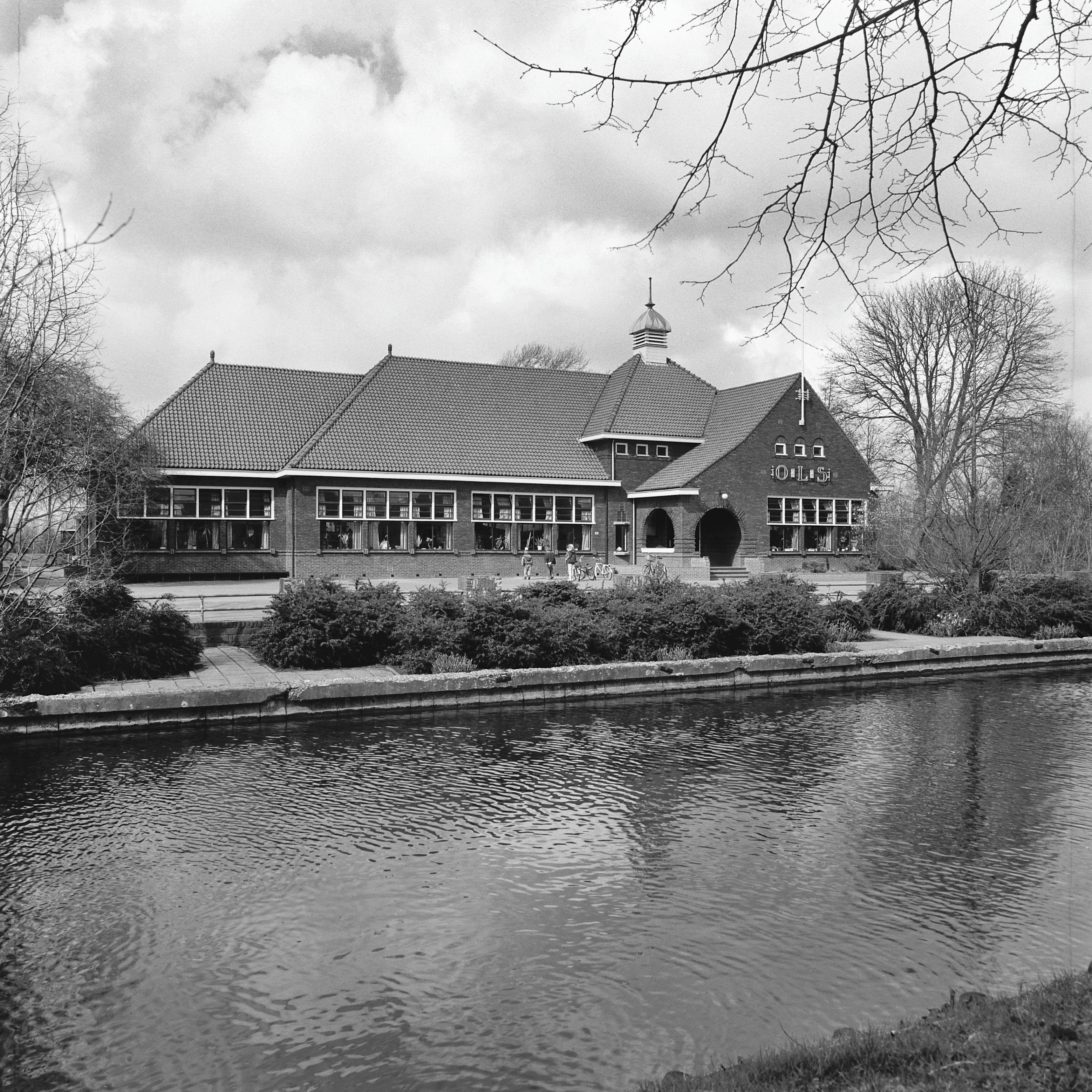
Opname van de school uit 1993.
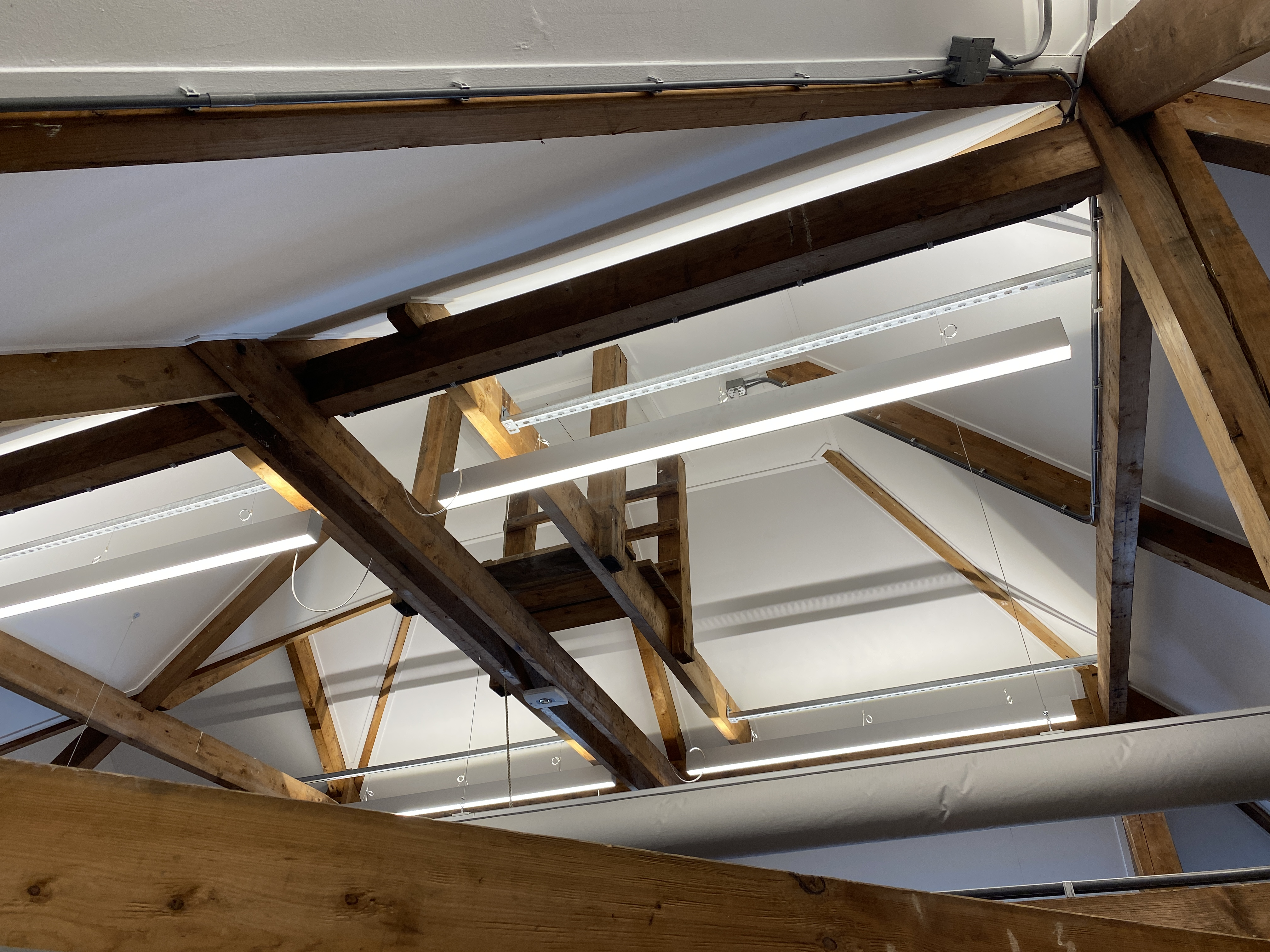
De balkenconstructie op de bovenverdieping, waar het knutsellokaal te vinden is.
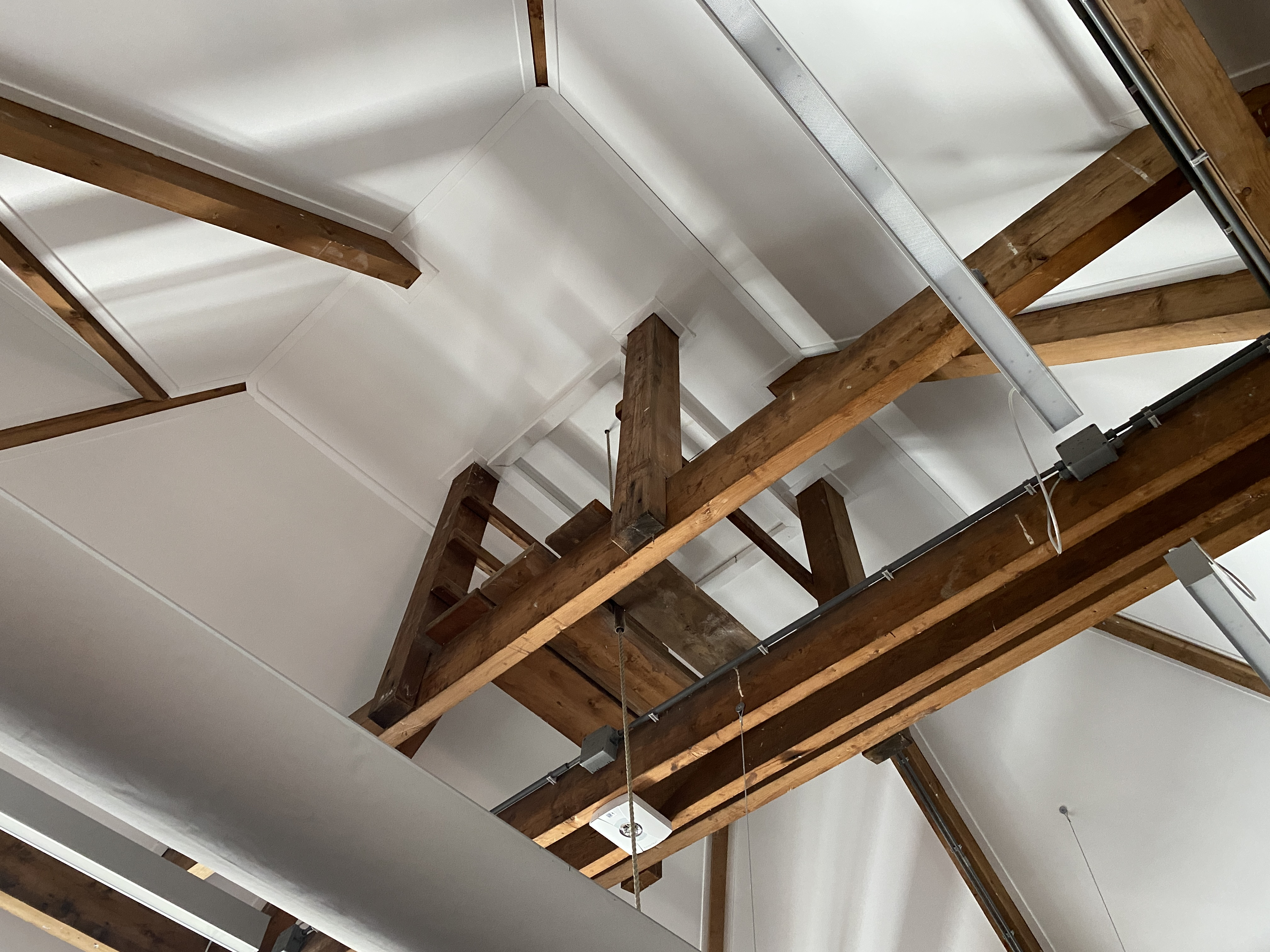
Luik naar de schoolbel.
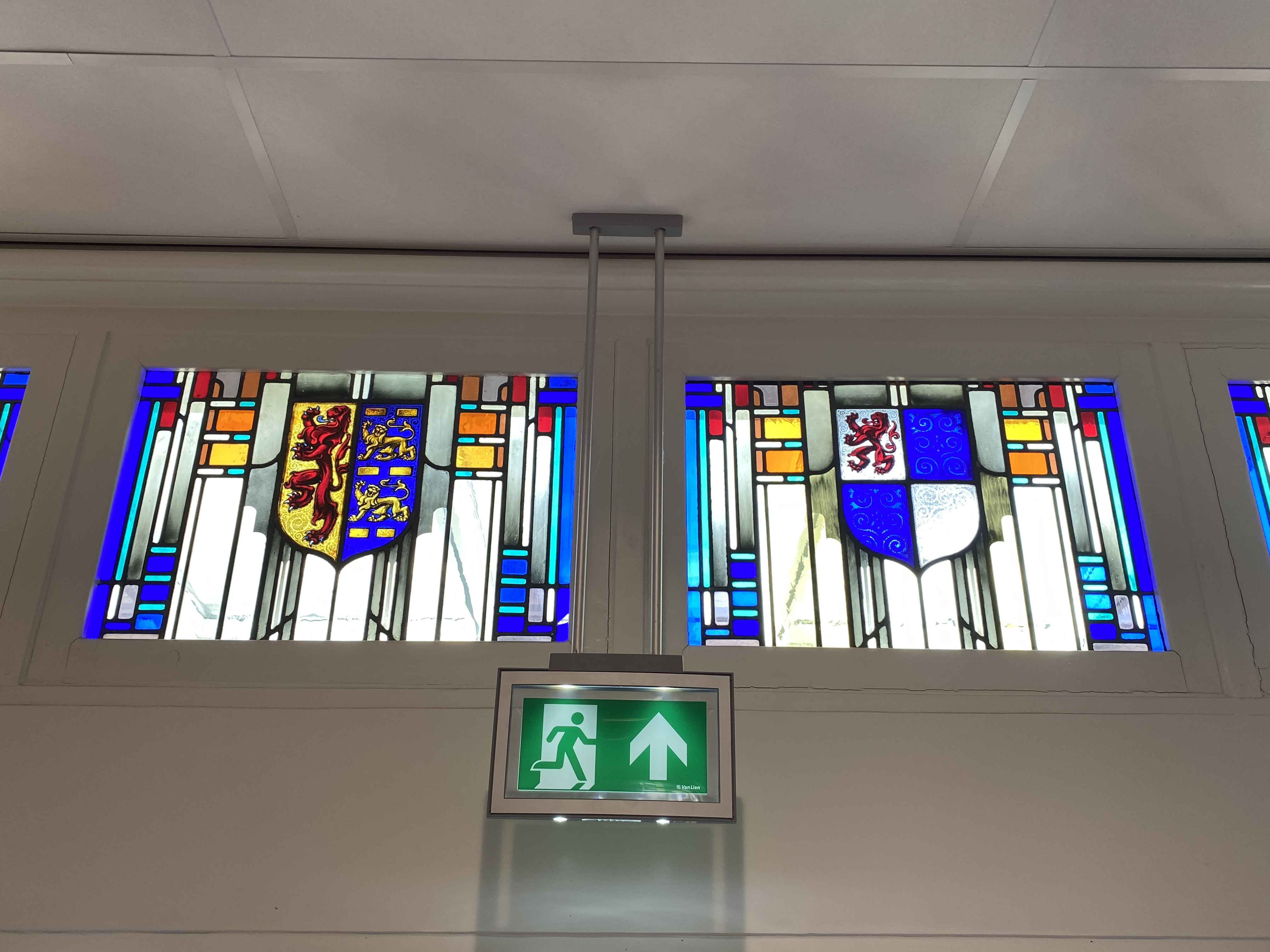
Wapen van Noord-Holland en het Wapen van Nieuwe Niedorp in glas-in-lood. Te vinden boven de achteringang.
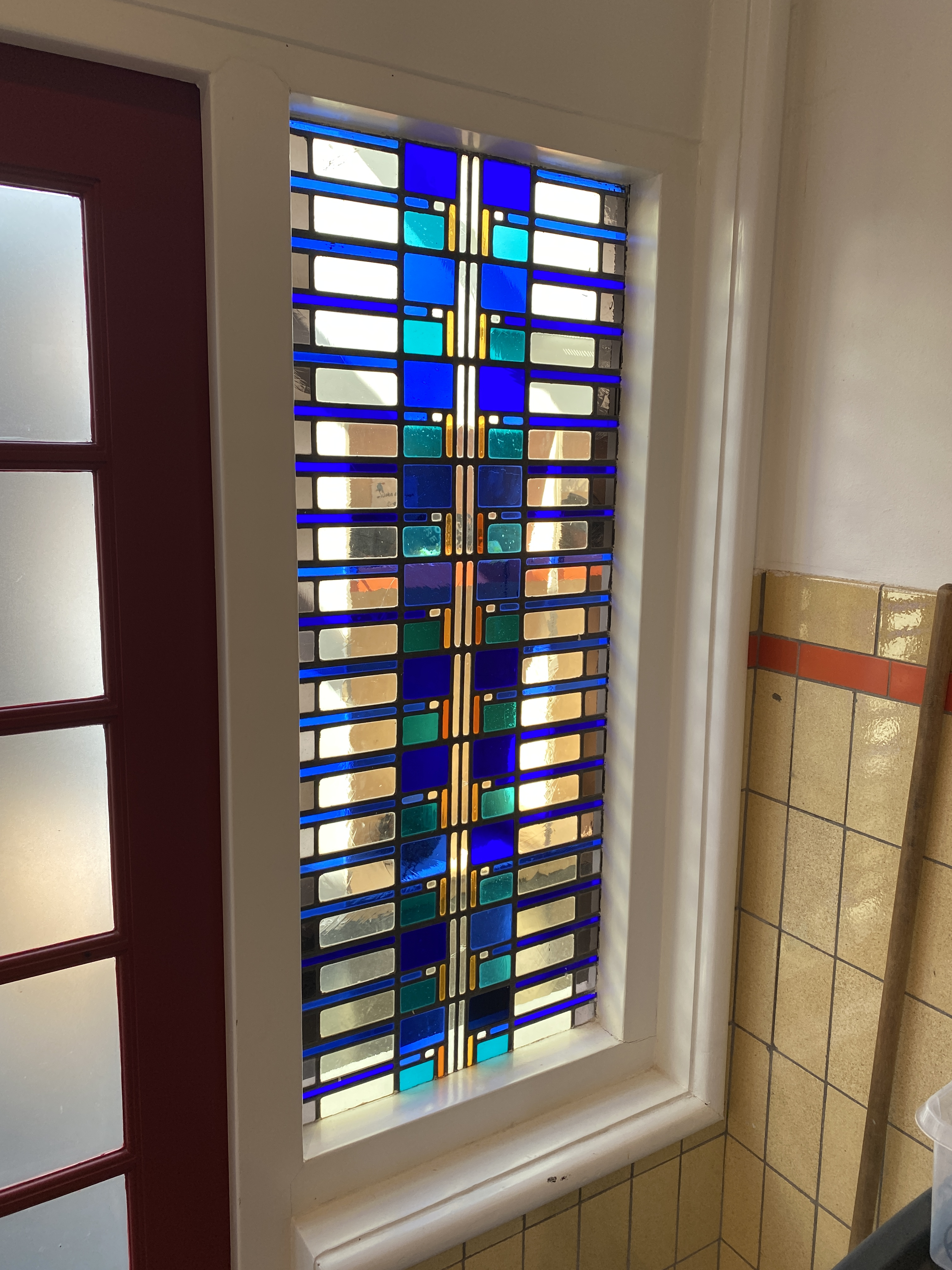
Fraai glas-in-lood-motief naast de deuren aan de achterzijde.
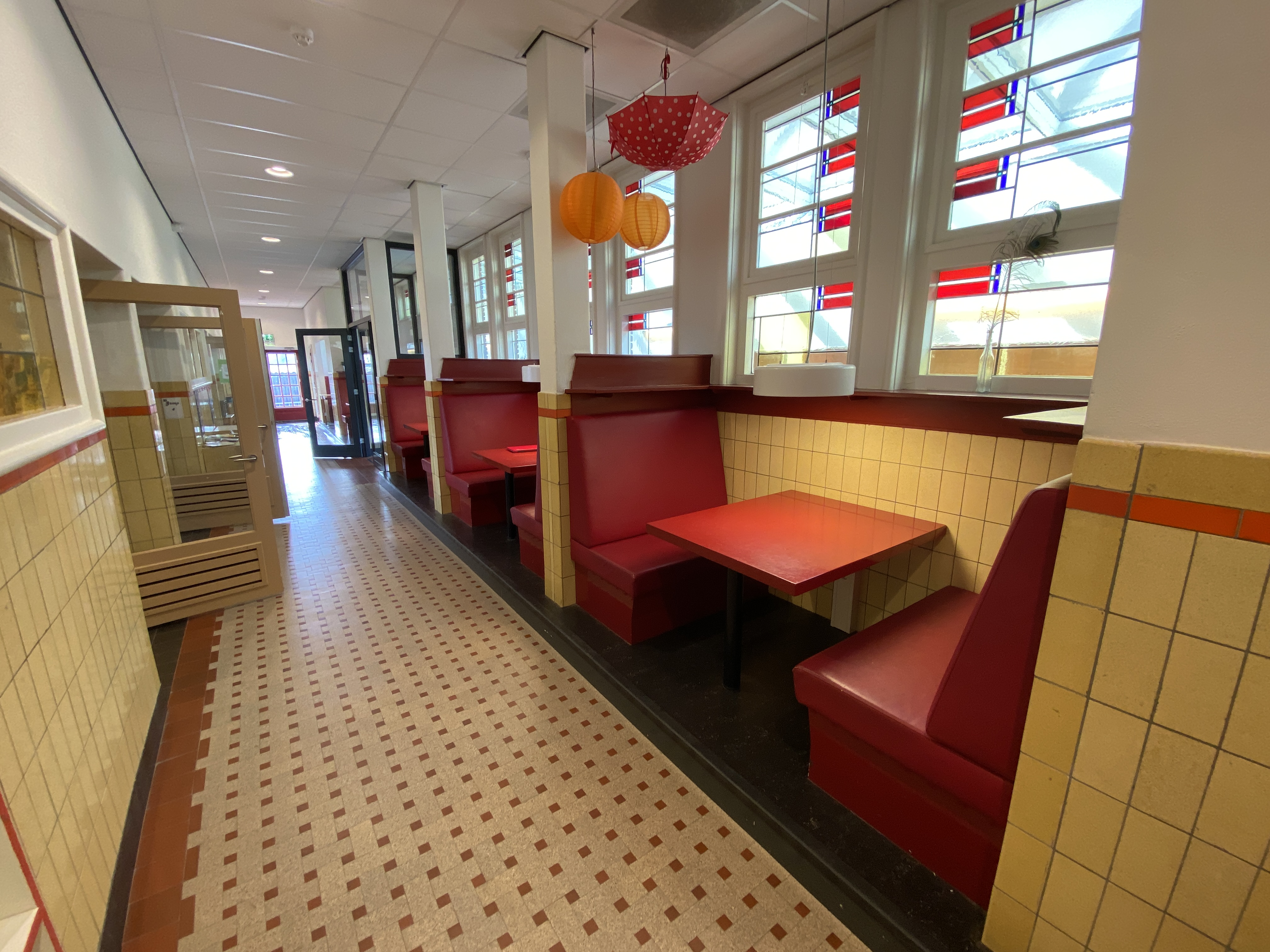
De hal achter de oude klaslokalen. Vroeger waren er op de plek van de bankjes kapstokken te vinden.
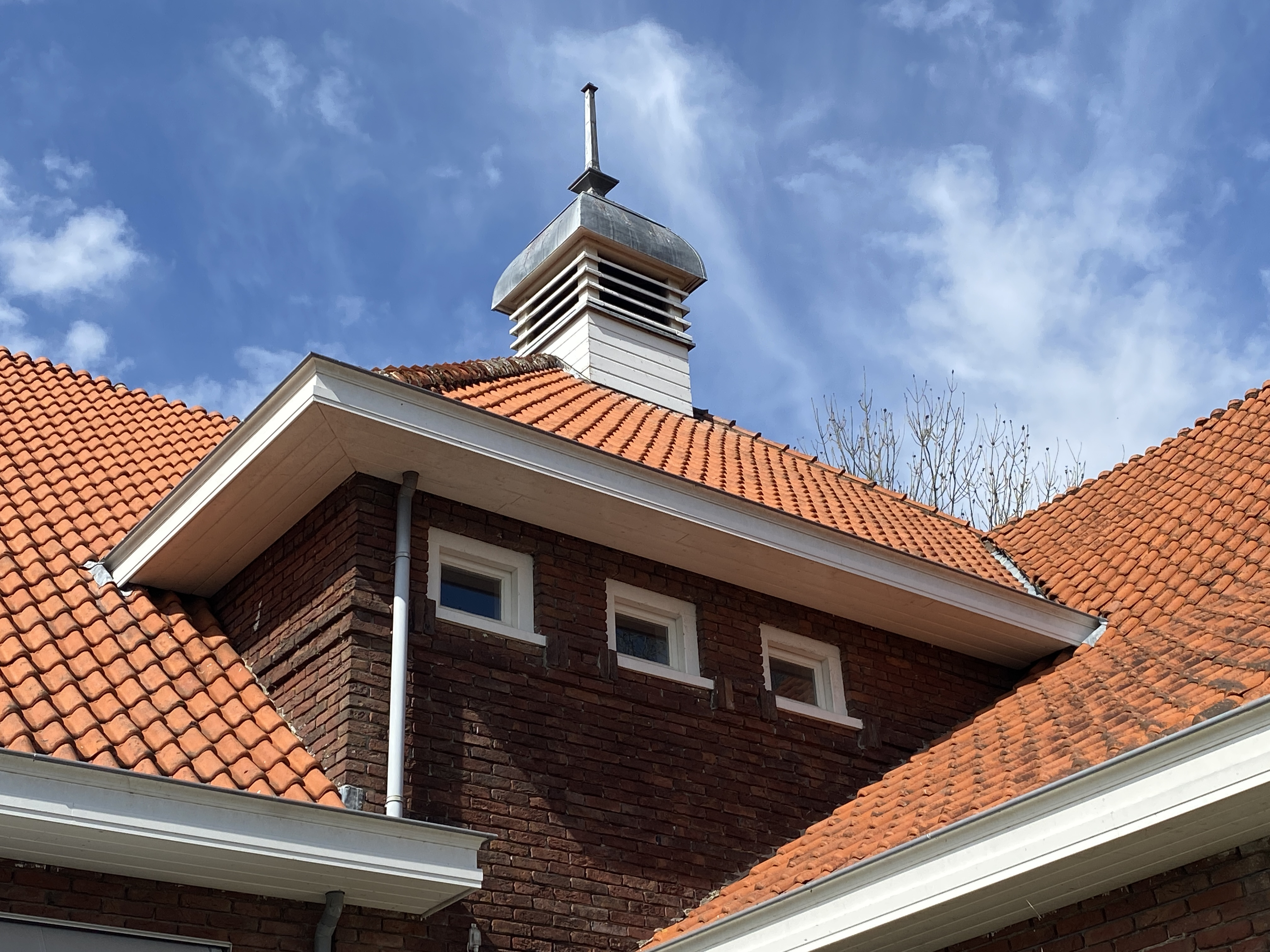
De klokkentoren aan de top van het schoolgebouw.
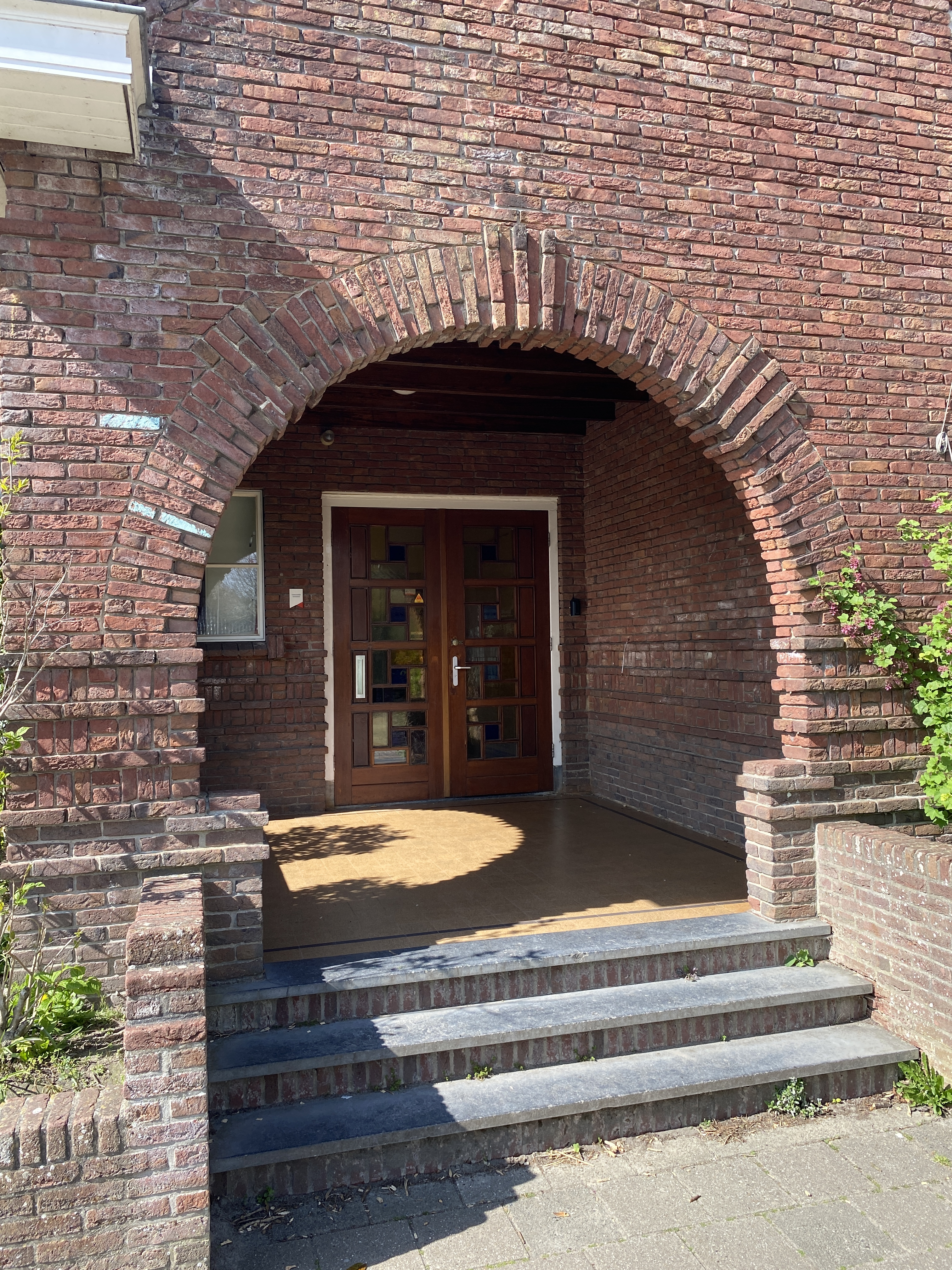
Portiek met toegangsdeuren. In de deuren afgeschermd glas-in-lood.
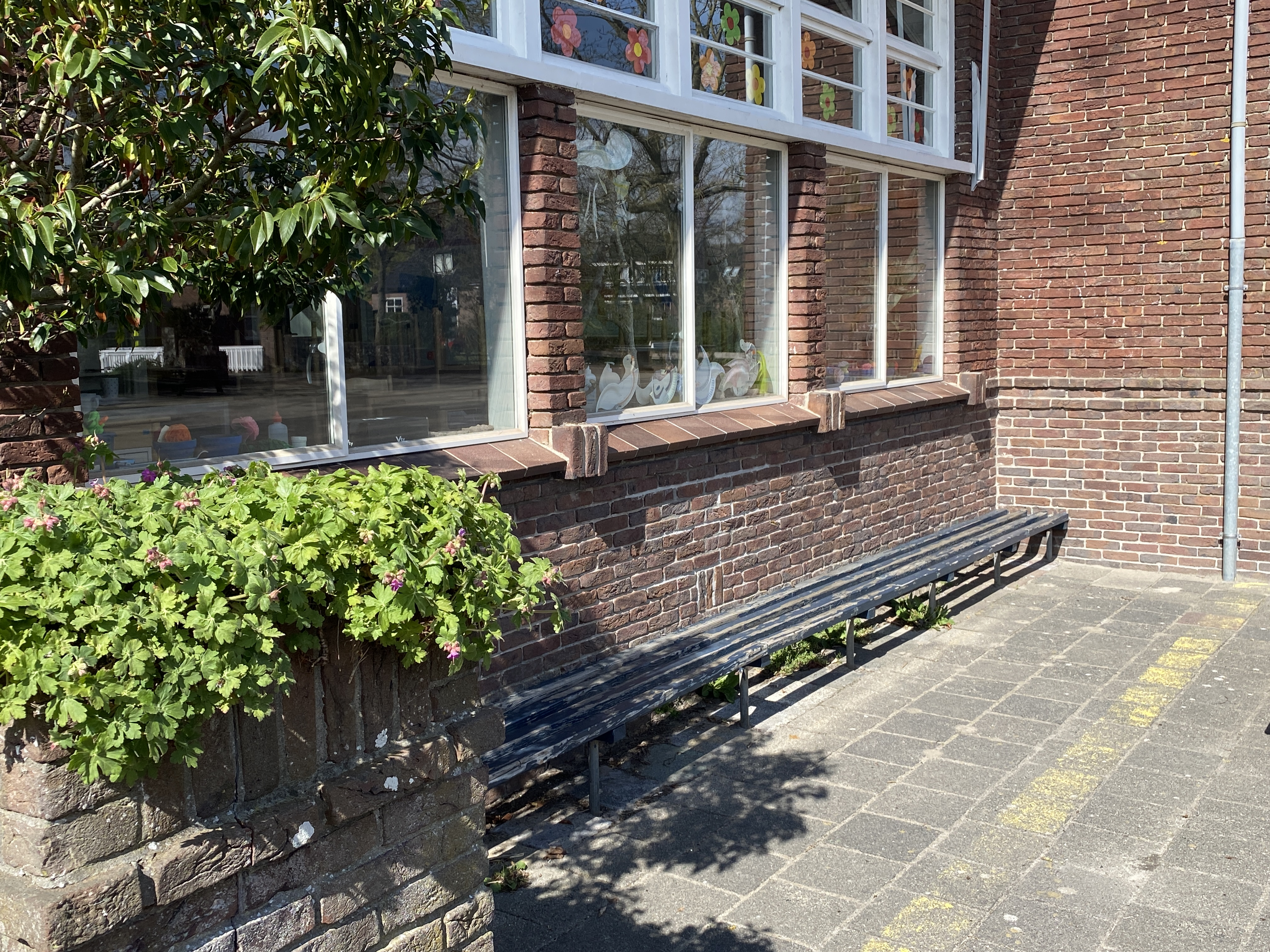
De oude schoolbankjes op het schoolplein. Hierop konden de kinderen buiten wachten als zij te vroeg op school arriveerde.
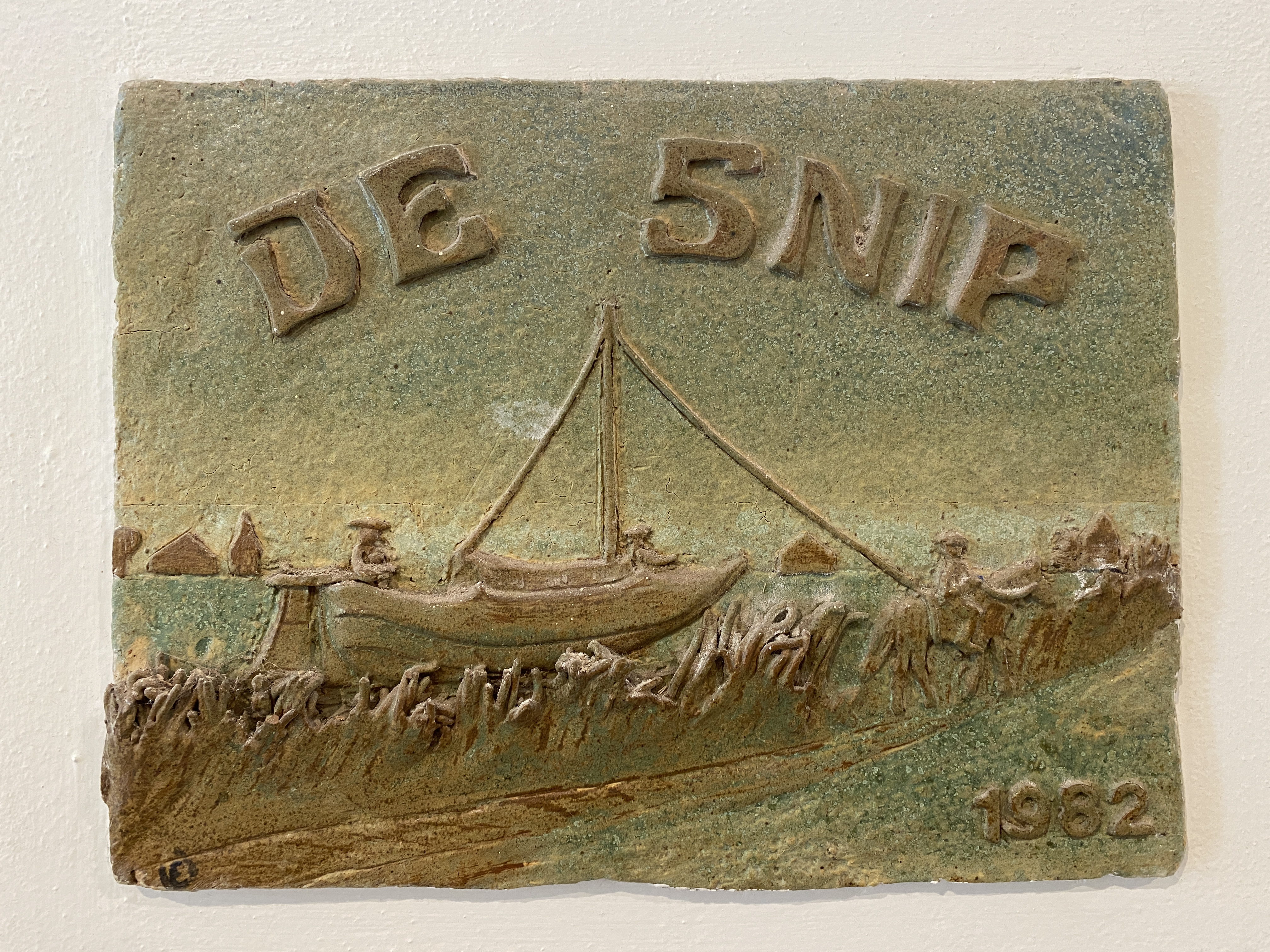
Siertegeltje uit 1984, waarop de oude trekschuit 'De Snip' wordt afgebeeld. Naar deze trekschuit is het schoolgebouw vernoemd.
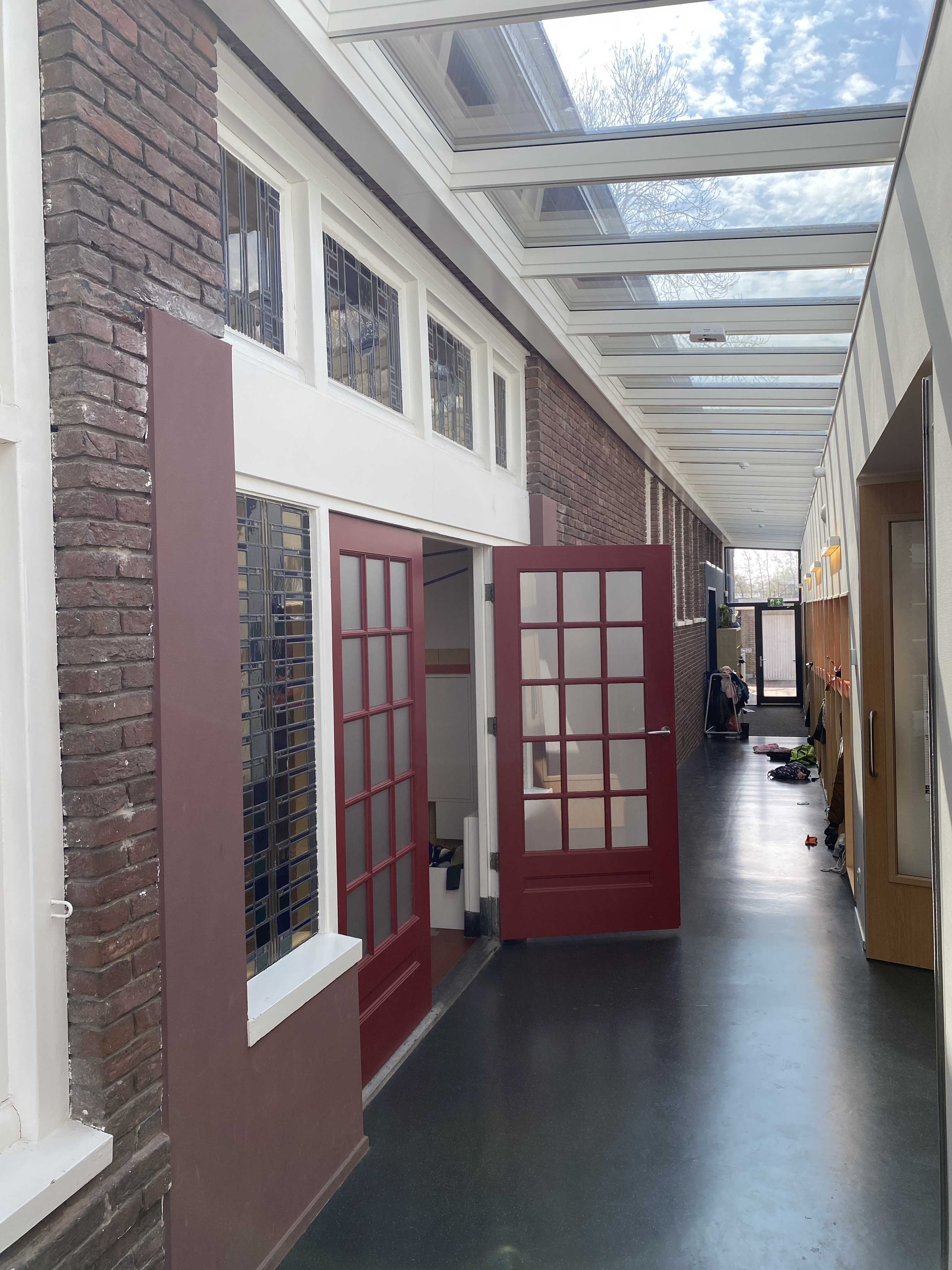
Achterzijde van het schoolgebouw De Snip. De aanbouw dateert uit 2015-2016, toen de school werd gemoderniseerd.
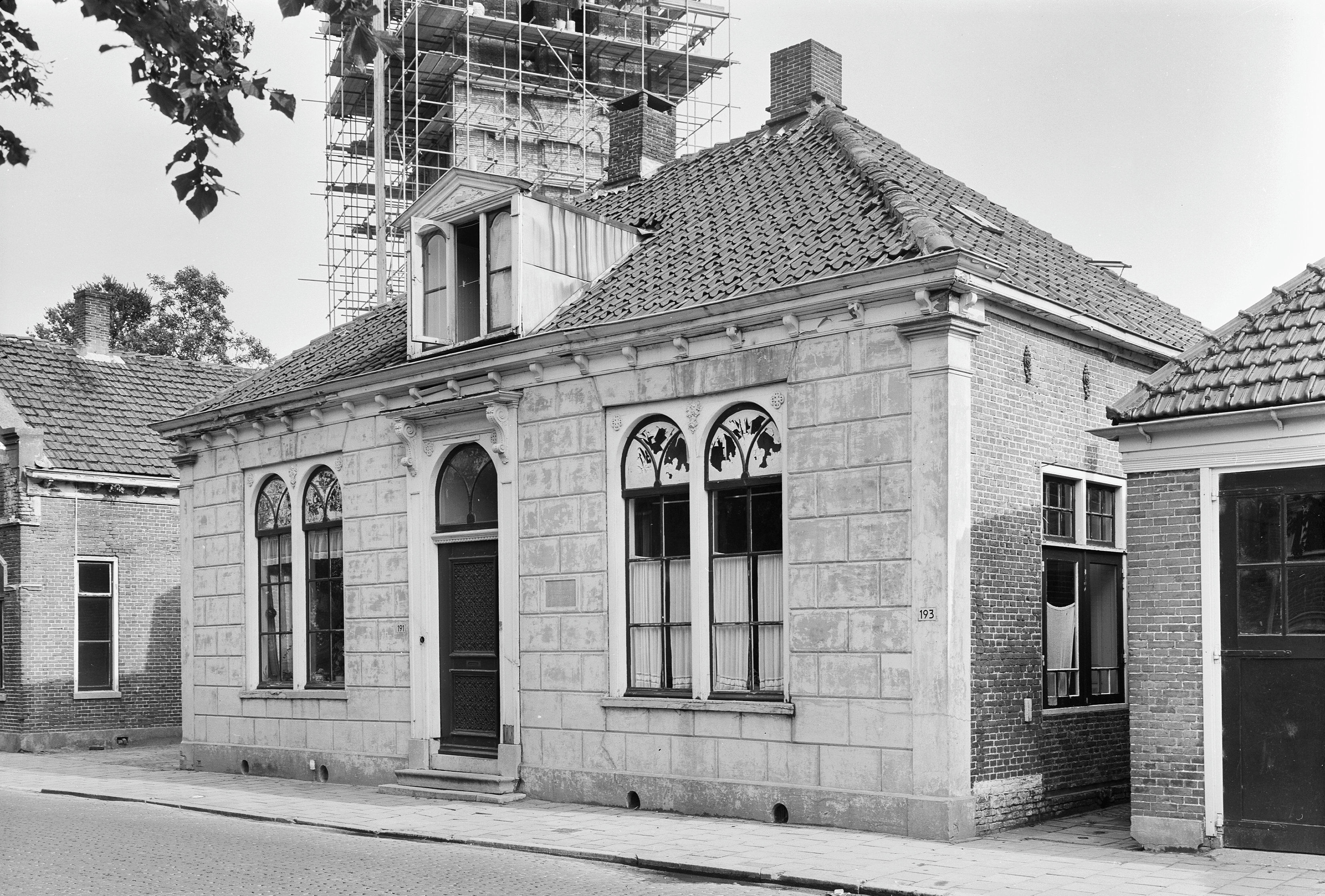
Oude schoolgebouw aan de Dorpsstraat 195. Deze deed dienst van 1858 tot 1932.